# QIP 2005
Quiet Internet Pager (QIP) — безплатна програма миттєвого обміну повідомленнями по протоколу OSCAR, багато в чому аналогічна програмі ICQ. QIP має закритий вихідний код, і призначений для роботи під операційними системами сімейства Microsoft Windows.

## Додаткові можливості
- Захист від спаму і флуду з боку тих, хто не входить в список контактів (контакт-лист) користувача. Захист здійснюється у вигляді завдання питання та порівняння відповіді з заданим. Завдяки цьому стає можливим з великою часткою ймовірності визначити, є співрозмовник рекламним роботом або живою людиною. Якщо відповідь вірний, то повідомлення від цього номера (UIN) приймаються.
- Більше можливостей у налаштуваннях в порівнянні з офіційним клієнтом[1].
- «Всевидяче око» — ця функція дозволяє дізнатися, хто додав вас в свій список контактів, хто читав ваші статус-повідомлення, і всі інші сервісні пакети від тих користувачів, яких немає у вашому списку контактів (раніше, можливо, «око» відображало номери тих, хто переглядав ваші анкетні дані).
- Перегляд IP-адреси співрозмовника (залежить від налаштувань клієнта співрозмовника), захист свого IP від перегляду (за замовчуванням відключена функція прийому/передачі файлів — при зверненні до цих можливостей співрозмовникам IP-адреса стає відома, про що користувач попереджається повідомленням).
- Можливість прикріпити вікно месенджера до екрана на «кнопку», щоб вона не рухалася і не ховалося за інші вікна.
- Портативне використання QIP можна зберігати і запускати з флеш-носія на інших комп'ютерах.
- «Гарячі клавіші», які можна перепризначувати і необхідно активувати окремо, зокрема:
  - Функція «анти-бос», що дозволяє прибирати з екрана вікна QIP, а також його значок на панелі.
  - Транслітерація виділеної частини повідомлення, а також виправлення тексту, набраного в неправильній розкладці (коли замість «привіт» виходить «ghbdtn»).

## Недоліки програми
- Закритий вихідний код.
- Відсутність кроссплатформовості.
- Практично відсутня можливість налаштування зовнішнього вигляду контакт-листа і вікна повідомлень (за винятком обкладинок).

У 2008—2009 роках корпорація AOL періодично вносила до протоколу OSCAR, яким користується ICQ, зміни, що призводили до неможливості роботи альтернативних клієнтів, у тому числі і QIP. Автори QIP реагували на такі зміни публікацією нових версій. Зокрема, 21 січня 2009 року були внесені чергові зміни в протокол, і буквально наступного дня з'явилася нова версія QIP 2005 з номером білду 8081, а у відповідь на зміну протоколу, що відбулося 3 лютого, вийшла версія 8082.
27 липня 2009 року вийшов білд 8094, який встановлював стартовою сторінкою браузера сайт qip.ru і робив це знову, якщо користувач намагався змінити. До того ж білд виявився заражений вірусом Win32.Induc.a. Вірус поширюється через встановлений Delphi, змінюючи модуль SysConst. Після цього всі зібрані зараженим компілятором програми будуть заражені. Оновлення вийшло лише 13 серпня, при цьому про вірус не було ні слова, був описаний лише один з симптомів — «в деяких випадках виникала помилка при запуску».

## Переваги програми
- Історія листування зберігається в зручному для користувача відкритому вигляді і може бути прочитана навіть через Блокнот (проте, деякі користувачі відносять це до недоліків — оскільки така можливість відкриває доступ до особистих листувань користувачів без введення пароля).
- Немає обмеження на кількість повідомлень у файлі історії.

## Кросплатформеність
Оскільки QIP написаний з використанням Delphi, орієнтованому на розробку програм WinAPI, його нелегко перенести під інші операційні системи, однак його, як і більшість інших програм під Windows, можливо спробувати запустити в ОС сімейства UNIX і Mac OS X за допомогою Wine.

## Історія
Історія програми QIP розпочалася восени 2004 року, спочатку як інтернет-пейджера для особистого користування. Основним завданням програми ставилося забезпечення передачі та отримання повідомлень. Яка-небудь графіка чи звуки не планувалися, що і було відображено в назві — Quiet Internet Pager («тихий Інтернет-пейджер»).
Першою версією став QIP 2005 під операційні системи сімейства Microsoft Windows. Число 2005 означає рік випуску. Наприкінці 2006 року у світ вийшла версія QIP PDA для портативних пристроїв, керованих операційними системами сімейства Microsoft Windows Mobile. У квітні 2007 року вийшла версія QIP PDA для пристроїв на базі операційних системи Symbian.
З моменту появи програми продукт так і не вийшов зі стадії альфа-тестування. За задумом, бета-версія повинна була вийти в 2006 році, але пізніше автор вирішив створити новий проєкт — QIP Infium, який був опублікований 22 червня 2007 року.
Передбачалося, що використання комерційної бібліотеки TRichView для Delphi при створенні QIP не передбачає можливості ліцензування за GPL, однак, попри заяви деяких осіб, це не так. Відкриття ж вихідного коду не сталося ні під якими ліцензіями за бажанням розробника.
Офіційних розробок QIP (саме під такою назвою, а не QIP Infium) не ведеться. У 2010 році для його заміни вийшов QIP 2010 (трохи спрощений QIP Infium зі скіном від QIP 2005).

## Цікавий факт
Як мелодія запуску використаний уривок з треку «Autumn Interlude» музиканта Amethystium, фрагмент фортепіанного програшу (0:44-0:45).